# 香港張氏宗親總會張熾昌紀念小學

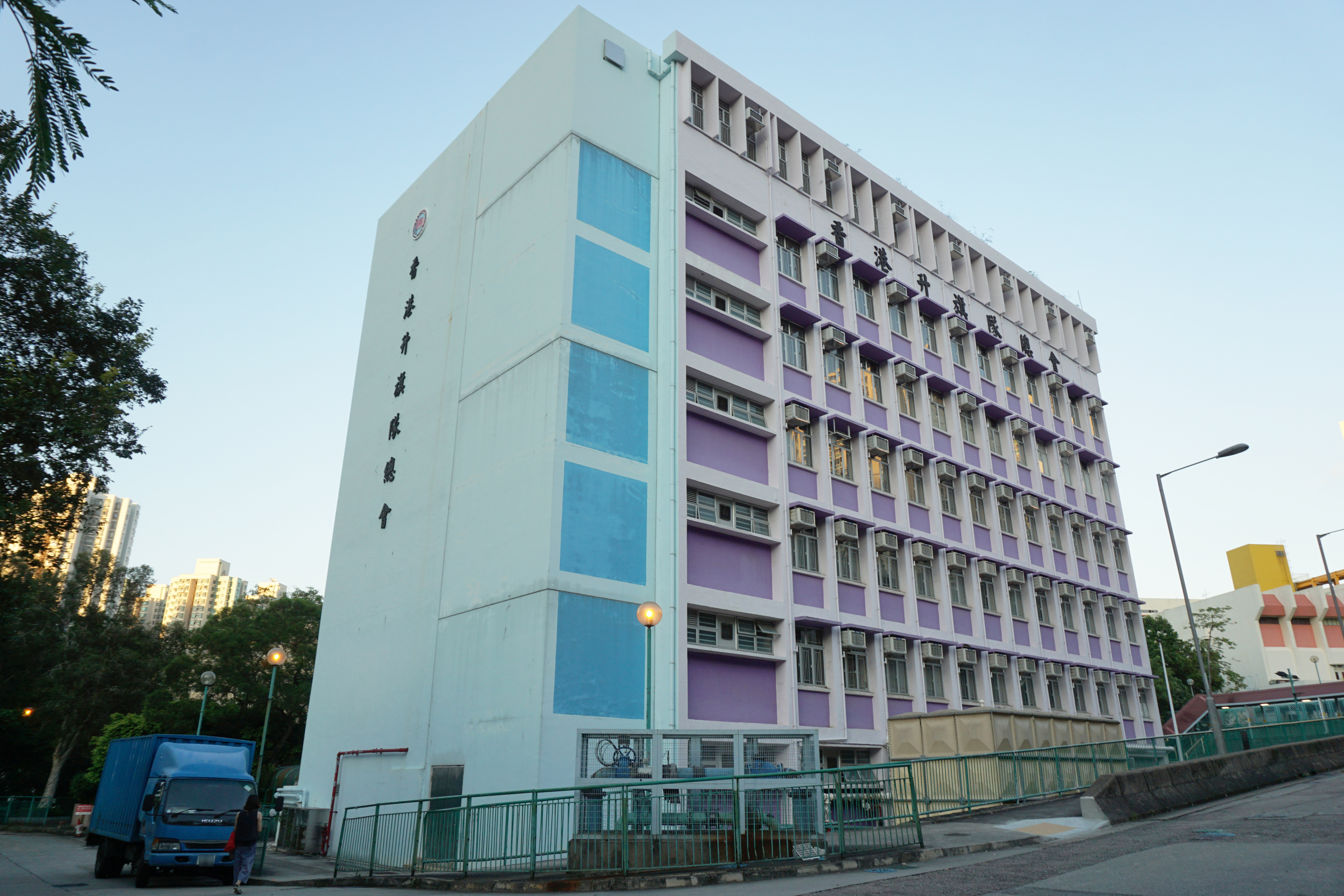
小學停辦後，曾用作香港升旗隊總會會址

香港張氏宗親總會張熾昌紀念小學（HKCSCA Cheung Chi Cheong Memorial Primary School），前稱衛理信小學（Wellwisher Foundation Primary School），是昔日葵青區的一所政府資助小學，位於青衣長青邨，於1978年創立，2006年停辦。

## 歷史
此校原名為「衛理信小學」，由衛理信辦學機構於1978年開辦，初為半日制學校，於1992-94年間改為全日制。
至1995年，此校由香港張氏宗親總會接辦。因時任校董、張氏宗親總會成員張熾昌於1996年病逝，此校於翌年更名為「香港張氏宗親總會張熾昌紀念小學」。
此校自1995/96學年起，已出現收生不足問題，該年錄取小一班數由3班暴跌至1班，往後亦一直沒有改善。因此，此校於2003年被勒令停收小一，三年後殺校，該校全部未畢業學生轉往同區的東華三院黃士心小學繼續就讀。

## 校政管理
歷任校監
- 張譚愛蓮 女士[8]
- ？至1996年：張熾昌 先生[9]（任內逝世）
- 1996年至2006年：張啟瑞 先生[5]

歷任校長
- 馮貽端 先生[8]
- 李鋈權 先生（上午校）[10][11]
- 李秀萍 女士（下午校）[10][11]
- ？[註 1]至2006年：朱盛林 先生（全日制唯一一任）[5]

歷任副校長
- 1996年至2006年：何志強 先生

## 校舍
此校原址為一座「火柴盒」小學，設有24間課室及少量特別室，並曾於2003-05年間加建升降機塔及額外教學設施。
至2007年5月，教育局決定將原址改建成國民教育服務中心，並由香港教育工作者聯會投得營運權。原址營運權被收回後，再於2012-2018年間改為另一親中組織-香港升旗隊總會的會址。
其後，由於公屋需求上升，房委會於2018年決定在長青邨內加建5座住宅樓宇連社區設施。當中，此校舊址亦被列入重建範圍，於2018年拆卸，現已重建為同邨的青荷樓。

## 著名教師
- 陳子瑛：遵理學校總校長（1986-87年於此校任教）[16]

## 著名/傑出校友
- 司徒暉（2001年小六）[註 2]：前香港男演員

## 註解
1. ↑  按照《香港教育手冊 最新版》記載，朱盛林不遲於1992年出任此校校長[12]。
2. ↑  司徒暉為張熾昌紀念小學校友會公開Facebook群組成員。

## 外部連結
- 香港張氏宗親會張熾昌紀念小學官方網頁（存檔）